# Halstenbek
Halstenbek er en by i det nordlige Tyskland med 16.250 indbyggere (2006)[kilde mangler], beliggende under Pinneberg Amtkreds i Slesvig-Holsten. Den ligger i den sydlige del af kredsen og grænser op til Hamborgs forstæder, med 15 km til Hamborgs centrum.
- Wikimedia Commons har flere filer relateret til Halstenbek